# Rodrigo Rojo
Rodrigo Rojo (Montevideo, 1989. július 21.–) uruguayi labdarúgó, hátvéd.
Uruguayban kezdte pályafutását, 2014 nyarán érkezett Magyarországra, és az Újpest balhátvédje lett. Fél év alatt hat bajnoki mérkőzésen játszott, majd a téli átigazolási időszakban kölcsönbe Belgiumba igazolt.

## Bajnoki mérkőzései
| Klub           | Szezon   | Bajnokság | Bajnokság |
| Klub           | Szezon   | Mérkőzés  | Gól       |
| -------------- | -------- | --------- | --------- |
| Rampla Juniors |          |           |           |
| 2009–10        | 9        | 0         |           |
| 2010–11        | 18       | 0         |           |
| 2011–12        | 23       | 1         |           |
| Összesen       | 50       | 1         |           |
| Fénix          |          |           |           |
| 2012–13        | 25       | 0         |           |
| 2013–14        | 25       | 1         |           |
| Összesen       | 50       | 1         |           |
| Újpest         |          |           |           |
| 2014–15        | 6        | 0         |           |
| Összesen       | 6        | 0         |           |
| Összesen       | Összesen | 106       | 2         |